# Yao Jingyuan
Yao Jingyuan (chiń. 姚景遠, ur. 14 czerwca 1958 w Yingkou) – chiński sztangista, mistrz olimpijski i dwukrotny medalista mistrzostw świata.

## Kariera
Pierwszy sukces w karierze osiągnął w 1982 roku, kiedy podczas igrzysk azjatyckich w Nowym Delhi zdobył złoty medal w wadze lekkiej (do 67,5 kg). Dwa lata później wystartował na igrzyskach olimpijskich w Los Angeles, gdzie z wynikiem 320 kg zdobył złoty medal w wadze lekkiej. W zawodach tych wyprzedził Rumuna Andreia Socaciego i Jouniego Grönmana z Finlandii. Został tym samym mistrzem świata, gdyż w latach 1964–1984 igrzyska miały także rangę mistrzostw świata. Był to jego jedyny start olimpijski. W 1985 roku zajął trzecie miejsce podczas mistrzostw świata w Södertälje, plasując się za dwoma Bułgarami: Michaiłem Petrowem i Weselinem Gyłybarowem. Ostatni medal wywalczył w 1986 roku, zwyciężając w wadze lekkiej na igrzyskach azjatyckich w Seulu.